# 한국아스파라거스생산자협회
한국아스파라거스생산자협회는 아스파라거스 생산자의 조직화를 통한 기술, 유통, 정보교류 등 상호 협력기반을 구축하여 국내 생산 및 소비확대와 시장대응력 제고 및 해외시장 개척활동 등 농가소득 증대에 기여할 목적으로 2008년 5월 6일 설립된 대한민국 농림수산식품부 소관의 사단법인이다. 사무실은 강원특별자치도 홍천군 화촌면 구성포리 7-5에 있다.

## 주요 사업
- 생산기술과 품질향상 지도 및 정보교환 등 상호협력사업
- 시범농장의 개설 및 생산교육장 활용 등 생산기반확대 사업
- 계통출하를 통한 공동 판매 등 유통창구 일원화 관련사업
- 식품전시회, 품평회, 직거래행사 등 판매촉진 관련사업
- 국내 가격안정 및 신규판로 확대를 위한 해외시장 수출사업
- 가공제품 개발로 상품의 다양화 및 신규 소비시장 개척사업

## 참고 자료
- 사단법인 한국아스파라거스생산자협회 설립 허가 공고-농림축산부 홈페이지